# Tarte des Alpes
Pour la coiffure, voir Béret de chasseur alpin.
La tarte des Alpes est une pâtisserie spécifique des Alpes du Sud. Elle est fourrée à la confiture et recouverte de croisillons de pâte. Fabriquée artisanalement par les pâtissiers des Hautes-Alpes et des Alpes-de-Haute-Provence, ou industriellement par quelques entreprises haut-alpines, elle a l'avantage de pouvoir se conserver plusieurs mois sans perdre ses qualités gustatives.

## Origine et histoire
La tarte des Alpes est une spécialité de la vallée du Champsaur, où elle s'appelle "tarte du Champsaur". Dans le Valgaudemar on rencontre sa petite cousine : la tarte du Valgaudemar, elle est localement appelée tarte de pays contrairement à la tarte des Alpes, celle-ci est confectionnée a base de pâte brioché  , ou dans le Queyras sous le nom de tarte queyrassine. 
À l'origine, elle n'était réalisée qu'en hiver, avec les confitures de fruits confectionnées au cours de l’été. On utilisait pour la garnir une crème de pruneaux, puis une confiture de framboises ou de myrtilles. Aujourd'hui, cette tarte décorée de bandelettes de pâte entrelacées est l'un des emblèmes de la gastronomie régionale des Alpes du sud.

## Ingrédients
La tarte des Alpes se compose d'une pâte sablée et de confiture. Avec le temps, les confitures ou gelées garnissant les tartes se sont diversifiées et on trouve désormais de nombreux parfums de fruits. Les principaux en sont la myrtille, la framboise, l'abricot, le pruneau, la fraise, la figue, la crème de citron, la cerise et les fruits des bois.

## Préparation

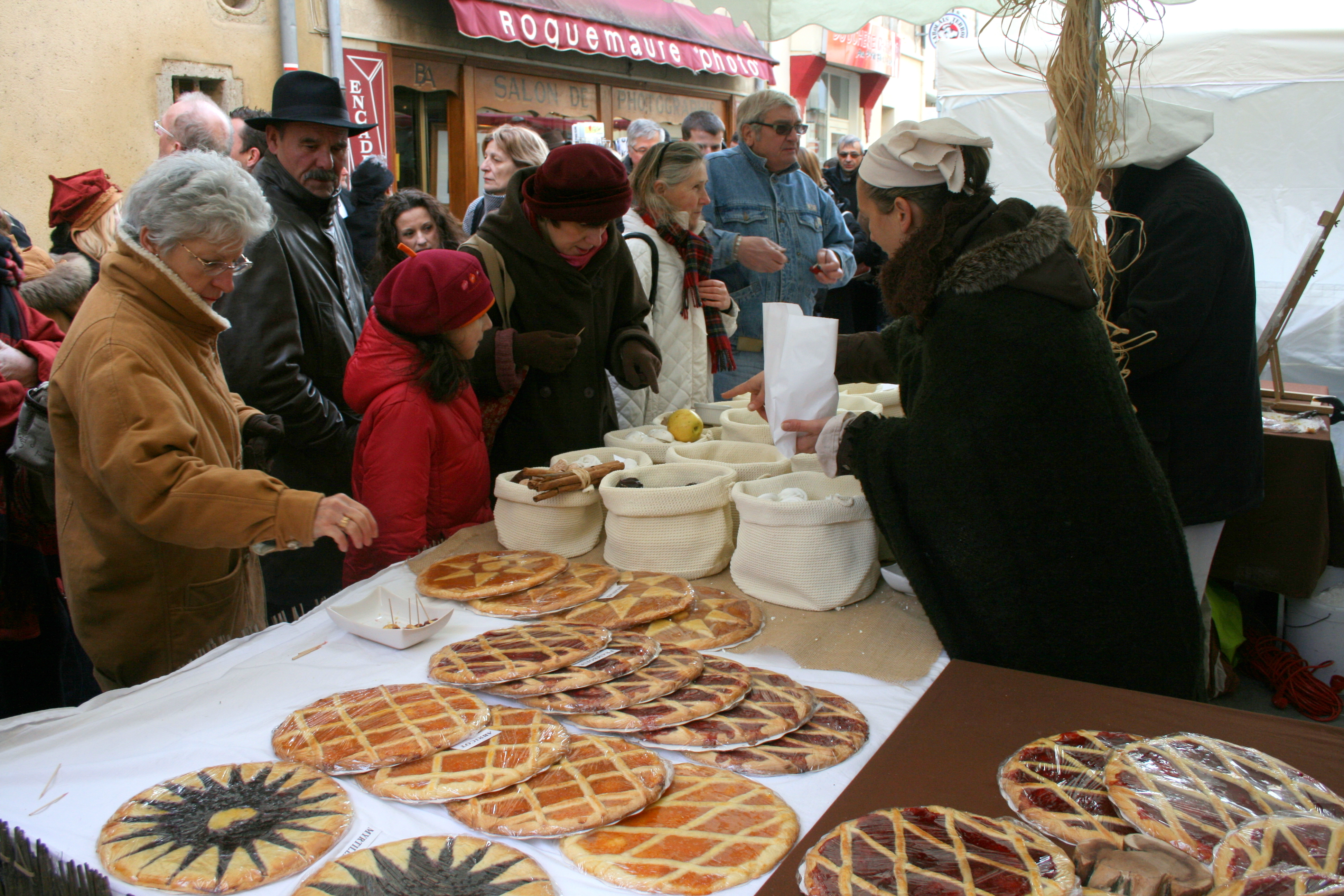
Tartes des Alpes à la Saint-Valentin de Roquemaure

Pour la pâte, il faut de la farine, du beurre, du sucre semoule, des œufs, du sel et de la levure. Le choix des confitures ou gelées restent au goût de chacun; il est seulement conseillé d'y rajouter un peu de pectine de pommes.
Après avoir étalé la pâte au rouleau, elle est placée dans un moule à tarte, puis garnie de confiture ou de gelée de fruits. Les bandes de pâte qui doivent la recouvrir ont généralement 3 millimètres d'épaisseur, 5 millimètres de large et 30 centimètres de long. Elles s'entrecroisent sur le dessus de la tarte.

## Consommation et conservation
Tièdes ou froides, ces tartes se consomment en fin de repas, au petit déjeuner, avec un café, ou au goûter. Elles peuvent se conserver entre deux et trois mois en gardant toutes leurs saveurs d'origine.

## Accord mets/vins
Un tel dessert appelle un vin doux naturel tel que le Muscat de Beaumes-de-Venise, le Muscat-de-frontignan, le Muscat-de-lunel, le Muscat-de-rivesaltes ou le Muscat-du-cap-corse.